# 김만성
김만성(미상 ~ )은 조선민주주의인민공화국의 정치인이다. 조선로동당 중앙위원회 위원 겸 중앙정무국 부장이다.

## 경력
1989년 9월, 평안남도 행정경제위원회 위원장을 거쳐 1998년 10월에 평남 인민위원회 위원장에 임명되었다. 2016년 5월, 조선로동당 제7차 대회에서 조선로동당 중앙위원회 위원 겸 중앙정무국 부장에 임명되었다.

## 최고인민회의 대의원
1990년 4월 최고인민회의 제9기 대의원과 1998년 제10기를 지냈으며, 2014년 제13기 대의원으로 있다.